# Излап
Излап — река в России, протекает по Солтонскому району Алтайского края. Устье реки находится в 138 км по правому берегу реки Неня. Длина реки составляет 16 км.

## Данные водного реестра
По данным государственного водного реестра России относится к Верхнеобскому бассейновому округу, водохозяйственный участок реки — Бия, речной подбассейн реки — Бия и Катунь. Речной бассейн реки — (Верхняя) Обь до впадения Иртыша.